# Seroconversión
En inmunología y medicina, se denomina seroconversión a la aparición de anticuerpos contra una determinada enfermedad infecciosa. Para demostrarla es preciso analizar al menos dos sueros de la misma persona separados por un intervalo de tiempo variable, por ejemplo, dos semanas. En general se considera seroconversión al aumento al menos de cuatro veces en el título de anticuerpos en el suero frente a un antígeno concreto, en relación con el obtenido dos o tres semanas antes.

## Utilidad en medicina
La seroconversión se aplica en medicina para demostrar el contacto con un determinado agente infeccioso causante potencial de enfermedad. También para verificar la protección obtenida mediante una vacuna, si tras la administración de una vacuna se logra una seroconversión del 99%, ello significa que el 99% de las personas vacunadas han adquirido inmunidad frente al agente infeccioso y, por tanto, están protegidas contra esta enfermedad concreta.

## Limitaciones
La seroconversión como procedimiento diagnóstico tiene sus limitaciones, derivadas de la necesidad de obtener dos sueros del mismo paciente separados en el tiempo, lo cual a veces no es posible. Por otra parte, la elevación del nivel de anticuerpos puede demorarse hasta dos meses tras el inicio de los síntomas y existen casos de falsos negativos, en los que, a pesar de la negatividad de las pruebas serológicas, se puede detectar la presencia del agente patógeno mediante cultivo u otros métodos.

## Importancia legal
La seroconversión puede ser de gran importancia legal en determinadas circunstancias, por ejemplo para demostrar que se ha producido infección por un agente infeccioso tras un pinchazo accidental con material infectado en un laboratorio clínico. En estos casos se realiza a la persona accidentada una evaluación inicial para determinar si existen anticuerpos contra las enfermedades más frecuentemente transmisibles por esta vía: Hepatitis B, hepatitis C y VIH. Si el resultado inicial es negativo y un mes después se ha producido la seroconversión, puede deducirse que la infección ha sido consecuencia del accidente, lo que daría lugar a las indemnizaciones legalmente establecidas.